# Mikael Aggefors
Mikael Aggefors, född 20 januari 1985 i Tumba, är en svensk tidigare handbollsmålvakt.

## Karriär
Aggefors har IFK Tumba som moderklubb. Han kom till Alingsås HK 2009 och stannade i Alingsås HK till 2016 med ett vunnit SM-guld 2014. Mikael Aggefors spelade i  Aalborg Håndbold i sju år från 2016 till 2023. Han sista match i klubben blev förlusten i danska finalen mot GOG. Mikael Aggefors har spelat 310 matcher för klubben, och blev invald i Aalborg Håndbolds Hall of Fame då han avslutade sin karriär. 12 april 2024 meddelade SC Magdeburg att Aggefors blixtvärvats för resten av säsongen.
Aggefors har spelat 41 landskamper. Största framgången med landslaget var ett VM-silver 2021.

## Meriter
Med klubblag
- EHF Champions League:
  -  2021 med Aalborg Håndbold
- IHF Super Globe:
  -  2021 med Aalborg Håndbold
- Handball-Bundesliga:
  -  2024 med SC Magdeburg
- Danska mästerskapet:
  -  2017, 2019, 2020 och 2021 med Aalborg Håndbold
  -  2022 och 2023 med Aalborg Håndbold
- Danska cupen:
  -  2018 och 2021 med Aalborg Håndbold
  -  2020 med Aalborg Håndbold
- Danska Supercupen:
  -  2019, 2020, 2021 och 2022 med Aalborg Håndbold
- DHB-Pokal:
  -  2024 med SC Magdeburg
- Svensk mästare:
  -  2014 med Alingsås HK

Individuella utmärkelser
- MVP (Danska: Pokalfighter) i Danska cupen 2018